# フレディ・バイエスタス
フレディ・ロベルト・バイエスタス・マリアガ（Freddy Roberto Ballestas Marriaga, 1986年10月4日 - ）は、ベネズエラ出身のプロ野球選手（投手）。右投右打。

## 経歴
2005年に、アマチュア・フリーエージェントでMLBのフィラデルフィア・フィリーズに入団。2009年まで傘下マイナーに在籍した。通算78試合に登板し、25勝19敗、防御率3.39。
2010年は、独立リーグであるユナイテッドリーグ・ベースボールのリオグランデバレー・ホワイトウィングスでプレー。13試合に登板し、4勝0敗、防御率1.21の成績を残す。
2010年7月28日、オリックス・バファローズが育成契約での獲得を発表。
2011年7月29日、支配下選手登録された。
2012年7月13日、オリックス・バファローズから戦力外通告を受け、7月20日付けで自由契約となった。オリックスに入団してから一軍での登板は無く、同年の二軍戦では6試合の登板に留まり防御率5.86であった。同年8月1日、BCリーグの富山サンダーバーズに入団が発表され、背番号はオリックス時代と同じ65に決まったが、富山では6試合の登板に留まり、防御率も8.06と結果を残せず、シーズン終了後に自由契約となった。

## 詳細情報

### 年度別投手成績
- 一軍公式戦出場なし

### 独立リーグでの投手成績
| 年 度     | 球 団     | 登 板 | 完 投 | 勝 利 | 敗 戦 | セ ｜ ブ | 勝 率 | 打 者 | 投 球 回 | 被 安 打 | 被 本 塁 打 | 与 四 球 | 与 死 球 | 奪 三 振 | 暴 投 | ボ ｜ ク | 失 点 | 自 責 点 | 防 御 率 | W H I P |
| --------- | --------- | ----- | ----- | ----- | ----- | -------- | ----- | ----- | -------- | -------- | ----------- | -------- | -------- | -------- | ----- | -------- | ----- | -------- | -------- | ------- |
| 2012      | 富山      | 6     | 0     | 2     | 2     | 0        | .500  | 116   | 22.1     | 31       | 2           | 20       | 3        | 11       | 3     | 0        | 20    | 20       | 8.06     | 2.28    |
| 通算：1年 | 通算：1年 | 6     | 0     | 2     | 2     | 0        | .500  | 116   | 22.1     | 31       | 2           | 20       | 3        | 11       | 3     | 0        | 20    | 20       | 8.06     | 2.28    |

### 背番号
- 117 （2010年 - 2011年7月29日）
- 65 （2011年7月30日 - 2012年）